# Andrea Bruno Mazzocato

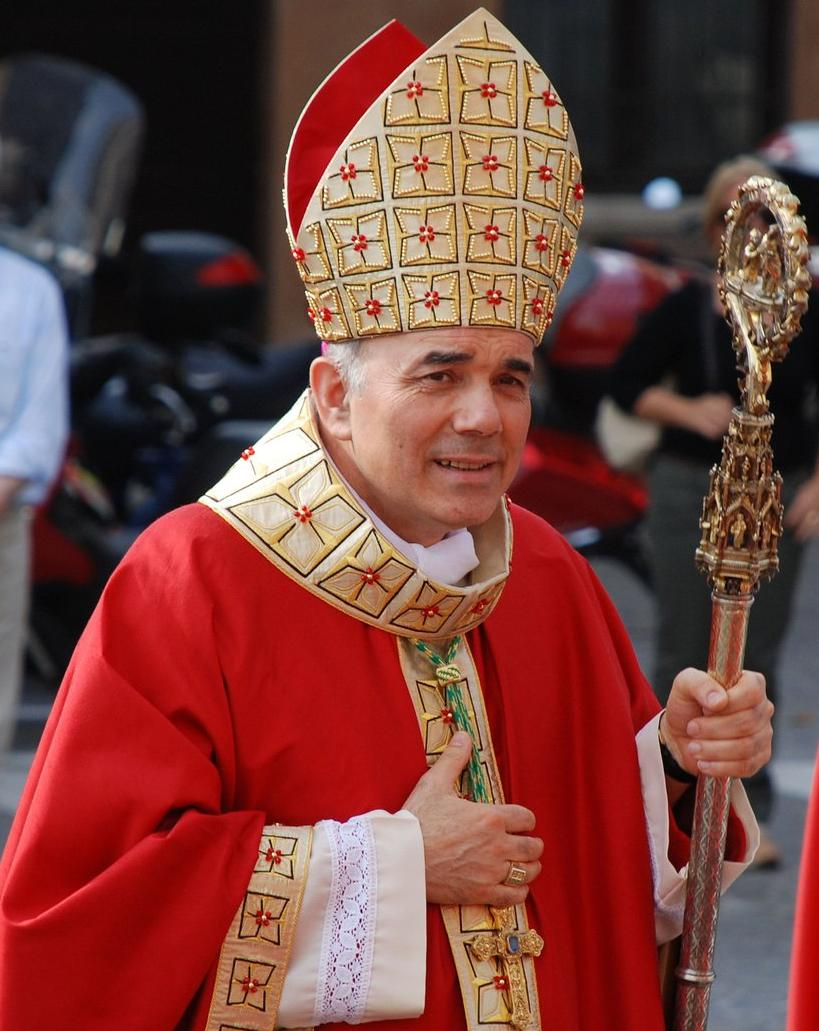
Erzbischof Mazzocato

Wappen als Erzbischof von Udine

Andrea Bruno Mazzocato (* 1. September 1948 in San Trovaso) ist ein italienischer Geistlicher und emeritierter römisch-katholischer Erzbischof von Udine.

## Leben
Andrea Bruno Mazzocato empfing am 3. September 1972 die Priesterweihe. Papst Johannes Paul II. ernannte ihn am 11. Oktober 2000 zum Bischof von Adria-Rovigo. Von 1996 bis 2000 war er Regens des Priesterseminars Treviso.
Der Bischof von Treviso, Paolo Magnani, weihte ihn am 9. Dezember desselben Jahres zum Bischof; Mitkonsekratoren waren Martino Gomiero, emeritierter Bischof von Adria-Rovigo, und Antonio Mistrorigo, emeritierter Bischof von Treviso. Als Wahlspruch wählte er Pro vobis in Christo ministri.
Am 3. Dezember 2003 wurde er zum Bischof von Treviso ernannt und am 18. Januar des nächsten Jahres in das Amt eingeführt. Am 20. August 2009 wurde er zum Erzbischof von Udine ernannt und am 18. Oktober desselben Jahres in das Amt eingeführt.
Papst Franziskus nahm am 23. Februar 2024 das altersbedingte Rücktrittsgesuch von Andrea Bruno Mazzocato an.